# Naukjärvi
Naukjärvi är en sjö i kommunen Joutsa i landskapet Mellersta Finland i Finland. Arean är 42 hektar och strandlinjen är 3,25 kilometer lång. Sjön  ingår i Kymmene älvs huvudavrinningsområde.   Den ligger omkring 38 kilometer sydöst om Jyväskylä och omkring 210 kilometer norr om Helsingfors. 